# 云南臀果木
云南臀果木（学名：Pygeum henryi）为蔷薇科臀果木属下的一个种。乔木，产于云南西北部至东南部。